# Baddeley-Isomerisierung
Die Baddeley-Isomerisierung ist eine Namensreaktion der organischen Chemie. Bei der Reaktion kommt es zu einer Umlagerung der Alkylgruppen in Polyalkylbenzolen. Als Katalysator dient dabei ein Gemisch aus einer protischen Säure und einer Lewis-Säure.
Benannt wurde die Reaktion nach George Baddeley, welcher um 1930 zuerst von dieser Umlagerung berichtete.

## Übersichtsreaktion
Bei dem Polyalkylbenzol 1,3,4-Tripropylbenzol kommt es zur Umlagerung einer Propylgruppe. Als Produkt wird das 1,3,5-Tripropylbenzol erhalten.

## Reaktionsmechanismus
Der Mechanismus wird in der Literatur beschrieben und beispielhaft an der Reaktion von 1,4-Diethylbenzol zu 1,3-Diethylbenzol erläutert. Als protonische Säure wurde in diesem Beispiel Salzsäure und als Lewis-Säure Aluminiumchlorid gewählt.
Es wird vermutet, dass es bei der Anwesenheit einer protischen Säure und einer Lewis-Säure zu einer direkten [1,2]-Umlagerung kommt:
Durch Anlagerung des Protons der Salzsäure an das 1,4-Diethylbenzol 1 bildet sich das Kation 2. In den nächsten beiden Schritten kommt es zur Umlagerung der Ethylgruppe und als Zwischenstufe bildet sich das Carbeniumion 3. Durch die Deprotonierung im letzten Schritt wird das Produkt  1,3-Diethylbenzol 4 erhalten.